# Ovula ishibashii
Ovula ishibashii is een slakkensoort uit de familie van de Ovulidae. De wetenschappelijke naam van de soort is voor het eerst geldig gepubliceerd in 1928 door Kuroda.